# Liposukcija
Liposukcija je jedan od najčešćih zahvata u estetskoj kirurgiji. Naziv znači upijanje (sukcija) masti (lipo). Ova tehnika se koristi za preoblikovanje tijela trajnim odstranjivanjem nakupina masnog tkiva. Obično se provodi u donjem dijelu leđa, trbuhu, iznad stražnjice, u stražnjem dijelu natkoljenice - ispod stražnjice, na bokovima i na bočnim stranama stražnjice. Cilj liposukcije je oblikovanje dijelova tijela, tako da poprime vitak, atletski, proporcionalni izgled.

## Starenje ljudskog tijela
U mnogim zemljama ljudi se bore s viškom kilograma i pretilosti. Prvi znak starenja ljudskog tijela je opuštanje kože, zbog gubitka masnog tkiva. U današnje vrijeme, želja čovjeka da izgleda mlado i lijepo je velika, to je dovelo do novih metoda mršavljenja, a jedna od tih metoda je liposukcija.

## Celulit
Žene se najčešće bore s celulitom. Celulit se uglavnom javlja kod ženskih osoba, jer žene imaju duplo više masnoća nego muškarci. Do pojave celulita dolazi kada masno tkivo bude blokirano, od strane vezivnog tkiva, koje se zgusne.
Tekućina je isto zarobljena i na taj način dolazi do pojave narančine kore. Celulit se najčešće javlja na području bokova, nadkoljenica, nadlaktica i stražnjice. Nakon nekog vremena, celulit može postati i bolan. Celulit je osjetljiv na hladnoću.

## Liposukcija
Liposukcijski zahvat je takav da oblikuje tijelo, i čini ga mršavijim, takva zahvat oblikuje potkožno masno tkivo. Liposukcijski tretman, za razliku od drugih tretmana za mršavljenje, trajno uklanja potkožno masno tkivo. Liposukcijom se može i popunjavati neki određeni dio tijela, s masnim tkivom iz drugog dijela tijela. Liposukcija jedina zateže kožu, za razliku od raznih tretmana u kozmetičkim salonima, i pozitivno djeluje na celulit.

## Vrste liposukcije
Postoji više vrsta liposukcije, to su suvremena liposukcija, klasična liposukcija, vibracijska liposukcija, laserska lipoliza, hidroliposukcija, te površinska liposukcija.

### Suvremena liposukcija
Zahvat suvremene liposukcije vrši se na način da se koristi lokalna anestezija. Korištenjem lokalne anestezije, modeliranje dijela tijela je kvalitetnije, jer se pacijent može namiještati, te pacijent odmah nakon zahvata može kući. U jednom zahvatu se pacijentu ne smije odstraniti više od tri litre masnog tkiva i korištenje lokalne anestezije je dopušteno u ograničenim količinama tijekom jednog zahvata.

### Klasična liposukcija
Kod klasične liposukcije koristi se opća anestezija, te se masno tkivo odstranjuje mehaničkim putem. Osim ovih vrsta liposukcija postoji i vibracijska liposukcija.

### Vibracijska liposukcija
Vibracijska liposukcija djeluje na način vibracija koje ubrzavaju postupak i olakšavaju pri odstranjivanju masti, ali je i veća preciznost. Nakon ovakve liposukcije bolovi su manji, te je oporavak brži.
Liposukcija nije tehnika za gubitak tjelesne težine niti lijek za prekomjernu pretilost. Liposukcija je tehnika koja omogućuje odstranjenje masnog tkiva kojeg se drugačije ne može odstraniti.

### Laserska lipoliza
Osim liposukcije postoji i odstranjivanje masnog tkiva kod ljudi koji ga imaju na određenim mjestima, ali nemaju problema s viškom kilograma. Najčešća mjesta na kojima se obavlja zahvat laserske lipolize su, podbradak, trbuh, stražnjica, struk, natkoljenice, ginekomastija, vrat, leđa, bokovi, bedra, nadlaktice i tako dalje. Ovaj tretman je jedna od varijanti klasične liposukcije.
Razlika je u tome što se kod tretmana laserske lipolize koriste laserske zrake za otapanje masnoća i lokalna anestezija. Laserska zraka ulazi pod kožu i izaziva pucanje masnoće, to jest masnih stanica, te se na taj način one pretvaraju u emulziju, tada se zaustavlja krvarenje iz krvnih žilica i dolazi do reorganiziranja kolagena. Na taj su način, podljevi, puno manji, nego kod drugih vrsta liposukcija. Masno tkivo se odstranjuje iz tijela pomoću vibracijske pumpe. Bolovi nakon tretmana su mali. Ovaj tretman je isto trajan, ali ako se osoba opet udeblja, masnoća će se rasporediti na mjesta gdje lipoliza nije učinjena. Ovaj tretman služi i za poboljšavanje ili poravnavanje situacije nakon tretmana obične liposukcije.

### Hidroliposukcija
Danas se najčešće, u svijetu, obavlja hidroliposukcija. Kod hidroliposukcije, kanila ulazi u tijelo i na svom putu razbija masnoće, a vakuum ih izvlači iz tijela. Tkivo se izbuši na svim mjestima, kanile koje se koriste su na vrhovima tupe, da nebi došlo do ozljeđivanja tkiva, a na vrhovima se nalaze otvori kroz koje se usisava i vadi masnoća iz tijela.

### Površinska liposukcija
Osim ovih vrsta liposukcija poznata je i površinska liposukcija. Ovaj tretman se obavlja uz fine kanile, te je površinski. Kombinacije ove liposukcije i klasične liposukcije daje najbolji rezultat izgledu tijela i odstranjivanju masnoća. Nakon bilo kakve vrste liposukcije potrebno je brinuti o tijelu i nositi steznike na području na kojemu je tretman izvršen. Jedino će na taj način tkivo pravilno zarasti.
Liposukcijom se ne riješvaju svi problemi debljine, ali njezinim zahvatom dolazi do manjeg unosa hrane nakon operacije. Te na taj način dolazi do poslijeoperacijskog mršavljenja. Liposukcija se može provoditi na bilo kojem dijelu tijela i na taj način umanjiti njegovu masnoću.

## Vanjske poveznice
|  | Zajednički poslužitelj ima još gradiva o temi Liposukcija |

|  | Molimo pročitajte upozorenje o korištenju medicinskih informacija. Ne provodite liječenje bez savjetovanja s liječnikom! |